# 조이 카사베티스
조이 카사베티스(Zoe Cassavetes, 1970년 6월 29일 ~ )는 미국의 배우, 영화 감독, 영화 각본가이다. 영화감독 존 카사베티스와 배우 제나 롤런즈 슬하의 막내 자녀이다.

## 작품 목록

### 감독
- 브로큰 잉글리쉬 (2007)
- 데이 아웃 오브 데이즈 (2015)